# Élections législatives partielles au cours de la IXe législature de la Cinquième République française
Des élections législatives partielles ont eu lieu durant la IXe législature de l'Assemblée nationale

## Liste
| #  | Dates de l’élection     | Circonscription             | Député élu lors des élections législatives de 1988 | Parti | Parti  | Député élu ou réélu lors des élections législatives partielles | Parti | Parti   | Raison                                                                                                 |
| -- | ----------------------- | --------------------------- | -------------------------------------------------- | ----- | ------ | -------------------------------------------------------------- | ----- | ------- | --- |
| 1  | 11 et 18 septembre 1988 | 1re de l'Oise               | Guy Desessart                                      |       | DVD    | Olivier Dassault                                               |       | RPR     | Annulation de l'élection sur décision du Conseil constitutionnel                                       |
| 2  | 11 et 18 septembre 1988 | 2e de l'Oise                | Jean-François Mancel                               |       | RPR    | Jean-François Mancel                                           |       | RPR     | Annulation de l'élection sur décision du Conseil constitutionnel                                       |
| 3  | 4 et 11 décembre 1988   | 2e de Meurthe-et-Moselle    | Job Durupt                                         |       | PS     | Gérard Léonard                                                 |       | RPR     | Annulation de l'élection sur décision du Conseil constitutionnel                                       |
| 4  | 11 et 18 décembre 1988  | 1re de l'Isère              | Alain Carignon                                     |       | RPR    | Richard Cazenave                                               |       | RPR     | Démission (cumul de mandats)                                                                           |
| 5  | 11 et 18 décembre 1988  | 9e de la Seine-Saint-Denis  | Claude Fuzier                                      |       | PS     | Roger Gouhier                                                  |       | PCF     | Démission (nommée au gouvernement) et annulation de l'élection sur décision du Conseil constitutionnel |
| 6  | 15 janvier 1989         | Wallis-et-Futuna            | Benjamin Brial                                     |       | RPR    | Kamilo Gata                                                    |       | DVD     | Annulation de l'élection sur décision du Conseil constitutionnel                                       |
| 7  | 22 et 29 janvier 1989   | 6e des Bouches-du-Rhône     | Guy Teissier                                       |       | UDF-PR | Bernard Tapie                                                  |       | DVG     | Annulation de l'élection sur décision du Conseil constitutionnel                                       |
| 8  | 22 et 29 janvier 1989   | 11e de la Seine-Saint-Denis | François Asensi                                    |       | PCF    | François Asensi                                                |       | PCF     | Annulation de l'élection sur décision du Conseil constitutionnel                                       |
| 9  | 18 et 25 juin 1989      | 3e de Gironde               | Catherine Lalumière                                |       | PS     | Claude Barande                                                 |       | PS      | Démission (nommée Secrétaire général du Conseil de l'Europe)                                           |
| 10 | 26 et 10 décembre 1989  | 2e des Bouches-du-Rhône     | Jean-Claude Gaudin                                 |       | UDF-PR | Jean-François Mattei                                           |       | UDF     | Élu sénateur                                                                                           |
| 11 | 26 et 10 décembre 1989  | 2e d'Eure-et-Loir           | Martial Taugourdeau                                |       | RPR    | Marie-France Stirbois                                          |       | FN      | Élu sénateur                                                                                           |
| 12 | 14 et 21 janvier 1990   | 3e du Puy-de-Dôme           | Valéry Giscard d'Estaing                           |       | UDF-PR | Claude Wolff                                                   |       | UDF-PR  | Élu député européen                                                                                    |
| 13 | 27 et 3 février 1991    | 2e du Rhône                 | Michel Noir                                        |       | Ex-RPR | Michel Noir                                                    |       | DVD     | Démission                                                                                              |
| 14 | 27 et 3 février 1991    | 3e du Rhône                 | Jean-Michel Dubernard                              |       | Ex-RPR | Jean-Michel Dubernard                                          |       | DVD     | Démission                                                                                              |
| 15 | 27 et 3 février 1991    | 13e de Paris                | Michèle Barzach                                    |       | Ex-RPR | René Galy-Dejean                                               |       | RPR     | Démission                                                                                              |
| 16 | 2 et 9 juin 1991        | 2e du Territoire de Belfort | Gilberte Marin-Moskovitz                           |       | PS     | Jean-Pierre Chevènement                                        |       | PS      | Démission                                                                                              |
| 17 | 15 et 22 septembre 1991 | 8e de Loire-Atlantique      | Marie-Madeleine Dieulangard                        |       | PS     | Claude Évin                                                    |       | PS      | Démission                                                                                              |
| 18 | 26 et 2 février 1992    | 4e du Nord                  | Jacques Houssin                                    |       |        | Marc-Philippe Daubresse                                        |       | UDF-CDS | Décès                                                                                                  |

## Élections partielles en 1988

### Première circonscription de l'Oise
À la suite de l'annulation des résultats de l'élection législative du 5 juin 1988 par une décision du Conseil constitutionnel du 21 juin 1988, une élection partielle est organisée les dimanches 11 et 18 septembre 1988.
| Candidat       | Candidat             | Parti          | Premier tour | Premier tour | Second tour | Second tour |  |
| Candidat       | Candidat             | Parti          | Voix         | %            | Voix        | %           |  |
| -------------- | -------------------- | -------------- | ------------ | ------------ | ----------- | ----------- |  |
|                | Olivier Dassault élu | RPR            | 20 792       | 47,75        | 24 683      | 51,65       |  |
|                | Walter Amsallem      | PS             | 17 612       | 40,45        | 23 110      | 48,35       |  |
|                | Claude Aury          | PCF            | 2 507        | 5,76         |             |             |  |
|                | Georges Toutain      | Les Verts      | 1 349        | 3,10         |             |             |  |
|                | Claude Angelelli     | FN             | 1 285        | 2,95         |             |             |  |
|                |                      |                |              |              |             |             |  |
| Inscrits       | Inscrits             | Inscrits       | 66 205       | 100,00       | 66 177      | 100,00      |  |
| Abstentions    | Abstentions          | Abstentions    | 21 949       | 33,15        | 17 319      | 26,17       |  |
| Votants        | Votants              | Votants        | 44 256       | 66,85        | 48 858      | 73,83       |  |
| Blancs et nuls | Blancs et nuls       | Blancs et nuls | 711          | 1,61         | 1 065       | 2,18        |  |
| Exprimés       | Exprimés             | Exprimés       | 43 545       | 98,39        | 47 793      | 97,82       |  |

### Deuxième circonscription de l'Oise
À la suite de l'annulation des résultats de l'élection législative du 5 juin 1988 par une décision du Conseil constitutionnel du 21 juin 1988, une élection partielle est organisée les dimanches 11 et 18 septembre 1988.
| Candidat       | Candidat                           | Parti          | Premier tour | Premier tour | Second tour | Second tour |  |
| Candidat       | Candidat                           | Parti          | Voix         | %            | Voix        | %           |  |
| -------------- | ---------------------------------- | -------------- | ------------ | ------------ | ----------- | ----------- |  |
|                | Jean-François Mancel sortant réélu | RPR            | 18 944       | 49,05        | 23 229      | 54,37       |  |
|                | Guy Vadepied                       | PS             | 15 064       | 39,01        | 19 495      | 45,63       |  |
|                | Solange Trécant                    | PCF            | 2 697        | 6,98         |             |             |  |
|                | Katherine D'Herbais                | FN             | 1 914        | 4,96         |             |             |  |
|                |                                    |                |              |              |             |             |  |
| Inscrits       | Inscrits                           | Inscrits       | 66 850       | 100,00       | 66 838      | 100,00      |  |
| Abstentions    | Abstentions                        | Abstentions    | 27 244       | 40,75        | 22 977      | 34,38       |  |
| Votants        | Votants                            | Votants        | 39 606       | 59,25        | 43 861      | 65,62       |  |
| Blancs et nuls | Blancs et nuls                     | Blancs et nuls | 987          | 2,49         | 1 137       | 2,59        |  |
| Exprimés       | Exprimés                           | Exprimés       | 38 619       | 97,51        | 42 724      | 97,41       |  |

### Deuxième circonscription de Meurthe-et-Moselle
| Candidat | Candidat           | Parti          | Premier tour | Premier tour | Second tour | Second tour |  |
| Candidat | Candidat           | Parti          | Voix         | %            | Voix        | %           |  |
| --- | ------------------ | -------------- | ------------ | ------------ | ----------- | ----------- |  |
| | Gérard Léonard élu | RPR            | 13 966       | 48           | 17 110      | 50,9        |  |
| | Job Durupt sortant | PS             | 12 280       | 42,2         | 16 488      | 49,1        |  |
| | Claude Baumann     | PCF            | 1 750        | 6            |             |             |  |
| | Jean-Pierre Pelot  | FN             | 938          | 3,2          |             |             |  |
| | Odile Beyel        | POE            | 142          | 0,5          |             |             |  |
| |                    |                |              |              |             |             |  |
| Inscrits | Inscrits           | Inscrits       | 73 871       | 100,00       | 73 863      | 100,00      |  |
| Abstentions | Abstentions        | Abstentions    | 44 248       | 59,9         | 39 488      | 53,46       |  |
| Votants | Votants            | Votants        | 29 623       | 40,1         | 34 375      | 46,54       |  |
| Blancs et nuls | Blancs et nuls     | Blancs et nuls | 547          | 1,85         | 777         | 2,26        |  |
| Exprimés | Exprimés           | Exprimés       | 29 076       | 98,15        | 33 598      | 97,74       |  |
| Source : France, Ministère de l'intérieur. Les Elections législatives . Métropole., la Documentation française, 1989 (lire en ligne) |                    |                |              |              |             |             |  |

### Première circonscription de l'Isère
| Candidat       | Candidat             | Parti          | Premier tour | Premier tour | Second tour | Second tour |  |
| Candidat       | Candidat             | Parti          | Voix         | %            | Voix        | %           |  |
| -------------- | -------------------- | -------------- | ------------ | ------------ | ----------- | ----------- |  |
|                | Richard Cazenave élu | RPR            | 14 491       | 55,28        | 16 554      | 64,94       |  |
|                | Raymond Espagnac     | PS             | 7 161        | 27,32        | 8 939       | 35,06       |  |
|                | Daniel Rouzier       | Les Verts      | 1 826        | 6,97         |             |             |  |
|                | Hugues Petit         | FN             | 1 546        | 5,9          |             |             |  |
|                | Patrick Cortey       | PCF            | 1 191        | 4,54         |             |             |  |
|                |                      |                |              |              |             |             |  |
| Inscrits       | Inscrits             | Inscrits       | 71 170       | 100,00       | 71 171      | 100,00      |  |
| Abstentions    | Abstentions          | Abstentions    | 44 729       | 62,85        | 45 203      | 63,51       |  |
| Votants        | Votants              | Votants        | 26 441       | 37,15        | 25 968      | 36,49       |  |
| Blancs et nuls | Blancs et nuls       | Blancs et nuls | 226          | 0,85         | 475         | 1,83        |  |
| Exprimés       | Exprimés             | Exprimés       | 26 215       | 99,15        | 25 493      | 98,17       |  |

### Neuvième circonscription de la Seine-Saint-Denis
| Candidat | Candidat              | Parti             | Premier tour | Premier tour | Second tour | Second tour |  |
| Candidat | Candidat              | Parti             | Voix         | %            | Voix        | %           |  |
| --- | --------------------- | ----------------- | ------------ | ------------ | ----------- | ----------- |  |
| | Roger Gouhier élu     | PCF               | 6 283        | 30,7         | 8 098       | 100,00      |  |
| | Claude Fuzier sortant | PS                | 6 209        | 30,4         | Retrait     | Retrait     |  |
| | Jean-Jacques Ladel    | UDF (Rad)         | 3 740        | 18,3         |             |             |  |
| | Pierre Dufour         | FN                | 1 933        | 9,5          |             |             |  |
| | Bernard Girard        | Extrême droite    | 1 625        | 7,9          |             |             |  |
| | Richard Betro         | Divers écologiste | 335          | 1,6          |             |             |  |
| | Jean-Louis Vidal      | Les Verts         | 326          | 1,6          |             |             |  |
| |                       |                   |              |              |             |             |  |
| Inscrits | Inscrits              | Inscrits          | 60 116       | 100,00       | 60 116      | 100,00      |  |
| Abstentions | Abstentions           | Abstentions       | 39 343       | 65,45        | 48 992      | 81,5        |  |
| Votants | Votants               | Votants           | 20 773       | 34,55        | 11 124      | 18,5        |  |
| Blancs et nuls | Blancs et nuls        | Blancs et nuls    | 322          | 1,55         | 3 026       | 27,2        |  |
| Exprimés | Exprimés              | Exprimés          | 20 451       | 98,45        | 8 098       | 72,8        |  |
| Source : France, Ministère de l'intérieur. Les Elections législatives . Métropole., la Documentation française, 1989 (lire en ligne) |                       |                   |              |              |             |             |  |

## Élections partielles en 1989

### Circonscription de Wallis-et-Futuna
|                | Kamilo Gata élu        | Divers droite  | 3 390 | 57,43  |  |  |  |
|                | Benjamin Brial sortant | RPR            | 2 411 | 40,85  |  |  |  |
|                | Joseph Maisueche       | PS             | 101   | 1,72   |  |  |  |
|                |                        |                |       |        |  |  |  |
| Inscrits       | Inscrits               | Inscrits       | 8 148 | 100,00 |  |  |  |
| Abstentions    | Abstentions            | Abstentions    | 2 222 | 27,27  |  |  |  |
| Votants        | Votants                | Votants        | 5 926 | 72,73  |  |  |  |
| Blancs et nuls | Blancs et nuls         | Blancs et nuls | 24    | 0,4    |  |  |  |
| Exprimés       | Exprimés               | Exprimés       | 5 902 | 99,6   |  |  |  |

### Sixième circonscription des Bouches-du-Rhône
| Candidat       | Candidat             | Parti              | Premier tour | Premier tour | Second tour | Second tour |  |
| Candidat       | Candidat             | Parti              | Voix         | %            | Voix        | %           |  |
| -------------- | -------------------- | ------------------ | ------------ | ------------ | ----------- | ----------- |  |
|                | Bernard Tapie élu    | Divers gauche (PS) | 13 489       | 41,75        | 18 478      | 50,85       |  |
|                | Guy Teissier sortant | UDF (PR)           | 12 638       | 39,11        | 17 855      | 49,14       |  |
|                | Ronald Perdomo       | FN                 | 3 213        | 9,94         |             |             |  |
|                | Annick Boet          | PCF                | 2 559        | 7,92         |             |             |  |
|                | Éric Yeni            | Divers             | 231          | 0,71         |             |             |  |
|                | Hyacinthe Santoni    | Divers droite      | 124          | 0,38         |             |             |  |
|                | Jean Souchon         | Divers             | 54           | 0,16         |             |             |  |
|                |                      |                    |              |              |             |             |  |
| Inscrits       | Inscrits             | Inscrits           | 63 199       | 100,00       | 63 199      | 100,00      |  |
| Abstentions    | Abstentions          | Abstentions        | 30 582       | 48,39        | 25 837      | 40,88       |  |
| Votants        | Votants              | Votants            | 32 617       | 51,61        | 37 362      | 59,12       |  |
| Blancs et nuls | Blancs et nuls       | Blancs et nuls     | 309          | 0,95         | 1 029       | 2,75        |  |
| Exprimés       | Exprimés             | Exprimés           | 32 308       | 99,05        | 36 333      | 97,25       |  |

### Onzième circonscription de la Seine-Saint-Denis
| Candidat       | Candidat                      | Parti             | Premier tour | Premier tour | Second tour | Second tour |  |
| Candidat       | Candidat                      | Parti             | Voix         | %            | Voix        | %           |  |
| -------------- | ----------------------------- | ----------------- | ------------ | ------------ | ----------- | ----------- |  |
|                | François Asensi sortant réélu | PCF               | 8 938        | 41,75        | 8 689       | 100,00      |  |
|                | Robert Dray                   | PS                | 5 181        | 24,2         | Retrait     | Retrait     |  |
|                | Sylvain Garant                | RPR               | 3 982        | 18,6         |             |             |  |
|                | Roger Holeindre               | FN                | 2 564        | 11,98        |             |             |  |
|                | Gilda Danet                   | Divers écologiste | 682          | 3,19         |             |             |  |
|                | Marc Fumey                    | POE               | 62           | 0,29         |             |             |  |
|                |                               |                   |              |              |             |             |  |
| Inscrits       | Inscrits                      | Inscrits          | 52 446       | 100,00       | 52 438      | 100,00      |  |
| Abstentions    | Abstentions                   | Abstentions       | 30 666       | 58,47        | 41 590      | 79,31       |  |
| Votants        | Votants                       | Votants           | 21 780       | 41,53        | 10 848      | 20,69       |  |
| Blancs et nuls | Blancs et nuls                | Blancs et nuls    | 371          | 1,7          | 2 159       | 19,9        |  |
| Exprimés       | Exprimés                      | Exprimés          | 21 409       | 98,3         | 8 689       | 80,1        |  |

### Troisième circonscription de la Gironde
| Candidat       | Candidat           | Parti                      | Premier tour | Premier tour | Second tour | Second tour |  |
| Candidat       | Candidat           | Parti                      | Voix         | %            | Voix        | %           |  |
| -------------- | ------------------ | -------------------------- | ------------ | ------------ | ----------- | ----------- |  |
|                | Gérard Castagnéra  | RPR                        | 8 178        | 25,22        | 9 856       | 44,27       |  |
|                | Claude Barande élu | PS                         | 8 089        | 24,94        | 12 409      | 55,73       |  |
|                | Noël Mamère        | Divers gauche (Maj. prés.) | 8 076        | 24,9         |             |             |  |
|                | Jean-Jacques Paris | PCF                        | 4 435        | 13,68        |             |             |  |
|                | Jacques Colombier  | FN                         | 1 910        | 5,89         |             |             |  |
|                | Claire Le Lann     | Les Verts                  | 1 740        | 5,37         |             |             |  |
|                |                    |                            |              |              |             |             |  |
| Inscrits       | Inscrits           | Inscrits                   | 65 044       | 100,00       | 65 091      | 100,00      |  |
| Abstentions    | Abstentions        | Abstentions                | 31 686       | 48,71        | 41 658      | 64          |  |
| Votants        | Votants            | Votants                    | 33 358       | 51,29        | 23 433      | 36          |  |
| Blancs et nuls | Blancs et nuls     | Blancs et nuls             | 930          | 2,79         | 1 168       | 4,98        |  |
| Exprimés       | Exprimés           | Exprimés                   | 32 428       | 97,21        | 22 265      | 95,02       |  |

### Deuxième circonscription des Bouches-du-Rhône
| Candidat       | Candidat                 | Parti          | Premier tour | Premier tour | Second tour | Second tour |  |
| Candidat       | Candidat                 | Parti          | Voix         | %            | Voix        | %           |  |
| -------------- | ------------------------ | -------------- | ------------ | ------------ | ----------- | ----------- |  |
|                | Jean-François Mattei élu | UDF (PR)       | 7 785        | 39,19        | 13 161      | 52,81       |  |
|                | Marie-Claude Roussel     | FN             | 6 564        | 33,04        | 11 757      | 47,18       |  |
|                | Michèle Poncet-Ramade    | PS             | 2 602        | 13,10        |             |             |  |
|                | Robert Allione           | PCF            | 1 471        | 7,40         |             |             |  |
|                | Gérard Monnier-Besombes  | Les Verts      | 1 264        | 6,36         |             |             |  |
|                | Didier Tureau            | Extrême droite | 151          | 0,76         |             |             |  |
|                | Pierre Avossa            | Divers         | 23           | 0,11         |             |             |  |
|                | Danièle Pecout           | LO             | 374          | 1,33         |             |             |  |
|                | Corinne Raynaud          | PT             | 243          | 0,86         |             |             |  |
|                |                          |                |              |              |             |             |  |
| Inscrits       | Inscrits                 | Inscrits       | 61 604       | 100,00       | 61 604      | 100,00      |  |
| Abstentions    | Abstentions              | Abstentions    | 41 543       | 67,44        | 35 781      | 58,08       |  |
| Votants        | Votants                  | Votants        | 20 061       | 32,56        | 25 823      | 41,92       |  |
| Blancs et nuls | Blancs et nuls           | Blancs et nuls | 200          | 1            | 905         | 3,5         |  |
| Exprimés       | Exprimés                 | Exprimés       | 19 861       | 99           | 24 918      | 96,5        |  |

### Deuxième circonscription d'Eure-et-Loir
À la suite de la démission le 2 octobre 1989 du député RPR Martial Taugourdeau qui venait d'être élu sénateur, une élection législative partielle est organisée. Celle-ci a lieu les 26 novembre et 3 décembre 1989.
| Candidat       | Candidat                   | Parti          | Premier tour | Premier tour | Second tour | Second tour |  |
| Candidat       | Candidat                   | Parti          | Voix         | %            | Voix        | %           |  |
| -------------- | -------------------------- | -------------- | ------------ | ------------ | ----------- | ----------- |  |
|                | Marie-France Stirbois élue | FN             | 11 164       | 42,49        | 18 331      | 61,30       |  |
|                | Michel Lethuillier         | RPR            | 6 452        | 24,55        | 11 572      | 38,70       |  |
|                | Claude Nespoulous          | PS             | 4 762        | 18,12        |             |             |  |
|                | Gérard Laboureur           | Les Verts      | 1 281        | 4,87         |             |             |  |
|                | Michel Legendre            | MRG            | 1 108        | 4,21         |             |             |  |
|                | Gisèle Quérité             | PCF            | 1 024        | 3,89         |             |             |  |
|                | Serge Jones                | diss. RPR      | 481          | 1,83         |             |             |  |
|                |                            |                |              |              |             |             |  |
| Inscrits       | Inscrits                   | Inscrits       | 60 605       | 100,00       | 60 502      | 100,00      |  |
| Abstentions    | Abstentions                | Abstentions    | 33 904       | 55,94        | 27 610      | 45,63       |  |
| Votants        | Votants                    | Votants        | 26 701       | 44,06        | 32 892      | 54,37       |  |
| Blancs et nuls | Blancs et nuls             | Blancs et nuls | 429          | 1,61         | 2 989       | 9,09        |  |
| Exprimés       | Exprimés                   | Exprimés       | 26 272       | 98,39        | 29 903      | 90,91       |  |

## Élections partielles en 1990

### Troisième circonscription du Puy-de-Dôme
| Candidat          | Candidat           | Parti          | Premier tour | Premier tour | Second tour | Second tour |  |
| Candidat          | Candidat           | Parti          | Voix         | %            | Voix        | %           |  |
| ----------------- | ------------------ | -------------- | ------------ | ------------ | ----------- | ----------- |  |
|                   | Claude Wolff élu   | UDF (PR)       | 14 845       | 50,67        | 18 232      | 64,87       |  |
|                   | Gérard Sémetin     | PS             | 7 223        | 24,65        | 9 871       | 35,13       |  |
|                   | Claude Jaffrès     | FN             | 3 482        | 11,88        |             |             |  |
|                   | Catherine Bousseau | Les Verts      | 2 715        | 9,26         |             |             |  |
|                   | Maurice Vigier     | PCF            | 1 031        | 3,51         |             |             |  |
|                   |                    |                |              |              |             |             |  |
| Inscrits          | Inscrits           | Inscrits       | 66 292       | 100,00       | 66 286      | 100,00      |  |
| Abstentions       | Abstentions        | Abstentions    | 36 212       | 54,62        | 36 490      | 55,05       |  |
| Votants           | Votants            | Votants        | 30 080       | 45,38        | 29 796      | 44,95       |  |
| Blancs et nuls    | Blancs et nuls     | Blancs et nuls | 784          | 2,61         | 1 693       | 5,68        |  |
| Exprimés          | Exprimés           | Exprimés       | 29 296       | 97,39        | 28 103      | 94,32       |  |
| Source : Le Monde |                    |                |              |              |             |             |  |

## Élections partielles en 1991

### Deuxième circonscription du Rhône
| Candidat       | Candidat                  | Parti          | Premier tour | Premier tour | Second tour | Second tour |  |
| Candidat       | Candidat                  | Parti          | Voix         | %            | Voix        | %           |  |
| -------------- | ------------------------- | -------------- | ------------ | ------------ | ----------- | ----------- |  |
|                | Michel Noir sortant réélu | Divers droite  | 8 421        | 43,34        | 13 891      | 74,47       |  |
|                | Bruno Gollnisch           | FN             | 3 108        | 16           | 4 763       | 25,53       |  |
|                | Paul Raveaud              | PS             | 2 355        | 12,12        |             |             |  |
|                | Hervé Fabre-Aubrespy      | RPR            | 2 180        | 11,22        |             |             |  |
|                | Gilles Buna               | Les Verts      | 1 192        | 6,14         |             |             |  |
|                | Yves Fournel              | PCF            | 807          | 4,15         |             |             |  |
|                | Michel Chomarat           | Divers gauche  | 616          | 3,17         |             |             |  |
|                | Gilbert de Mauroy         | CNIP           | 509          | 2,62         |             |             |  |
|                | Paul Rozet                | Divers droite  | 180          | 0,93         |             |             |  |
|                | Autre candidats           | Divers         | 60           | 0,31         |             |             |  |
|                |                           |                |              |              |             |             |  |
| Inscrits       | Inscrits                  | Inscrits       | 61 877       | 100,00       | 61 877      | 100,00      |  |
| Abstentions    | Abstentions               | Abstentions    | 41 820       | 67,59        | 41 332      | 66,8        |  |
| Votants        | Votants                   | Votants        | 20 057       | 32,41        | 20 545      | 33,2        |  |
| Blancs et nuls | Blancs et nuls            | Blancs et nuls | 629          | 3,14         | 1 891       | 9,2         |  |
| Exprimés       | Exprimés                  | Exprimés       | 19 428       | 96,86        | 18 654      | 90,8        |  |
| Source :       |                           |                |              |              |             |             |  |

### Troisième circonscription du Rhône
| Candidat       | Candidat                            | Parti          | Premier tour | Premier tour | Second tour | Second tour |  |
| Candidat       | Candidat                            | Parti          | Voix         | %            | Voix        | %           |  |
| -------------- | ----------------------------------- | -------------- | ------------ | ------------ | ----------- | ----------- |  |
|                | Jean-Michel Dubernard sortant réélu | Divers droite  | 6 380        | 40,14        | 11 271      | 71,7        |  |
|                | Alain Breuil                        | FN             | 2 964        | 18,65        | 4 449       | 28,3        |  |
|                | Yvon Deschamps                      | PS             | 2 247        | 14,14        |             |             |  |
|                | Pierre Botton                       | RPR            | 1 852        | 11,65        |             |             |  |
|                | René Chevailler                     | PCF            | 986          | 6,2          |             |             |  |
|                | Jean Brière                         | Les Verts      | 951          | 5,98         |             |             |  |
|                | Roland Roux                         | CNIP           | 514          | 3,23         |             |             |  |
|                |                                     |                |              |              |             |             |  |
| Inscrits       | Inscrits                            | Inscrits       | 55 384       | 100,00       | 55 384      | 100,00      |  |
| Abstentions    | Abstentions                         | Abstentions    | 39 006       | 70,43        | 38 558      | 69,62       |  |
| Votants        | Votants                             | Votants        | 16 378       | 29,57        | 16 826      | 30,38       |  |
| Blancs et nuls | Blancs et nuls                      | Blancs et nuls | 484          | 2,96         | 1 106       | 6,57        |  |
| Exprimés       | Exprimés                            | Exprimés       | 15 894       | 97,04        | 15 720      | 93,43       |  |
| Source :       |                                     |                |              |              |             |             |  |

### Treizième circonscription de Paris
| Candidat                                   | Candidat                        | Parti          | Premier tour | Premier tour | Second tour | Second tour |  |
| Candidat                                   | Candidat                        | Parti          | Voix         | %            | Voix        | %           |  |
| ------------------------------------------ | ------------------------------- | -------------- | ------------ | ------------ | ----------- | ----------- |  |
|                                            | René Galy-Dejean élu            | RPR            | 10 885       | 41,17        | 12 217      | 100,00      |  |
|                                            | Michèle Barzach sortante        | Divers droite  | 7 022        | 26,56        | Retrait     | Retrait     |  |
|                                            | Alain Hubert                    | PS             | 2 710        | 10,25        |             |             |  |
|                                            | Serge Martinez                  | FN             | 2 385        | 9,02         |             |             |  |
|                                            | Laure Schneiter                 | Les Verts      | 1 142        | 4,31         |             |             |  |
|                                            | Roger Gauvrit                   | PCF            | 706          | 2,67         |             |             |  |
|                                            | Louis Girard                    | Extrême droite | 705          | 2,66         |             |             |  |
|                                            | Agnès Caradec                   | GÉ             | 443          | 1,67         |             |             |  |
|                                            | Alain Kruger                    | Divers         | 318          | 1,20         |             |             |  |
|                                            | Marc Taponiter                  | Divers         | 65           | 0,24         |             |             |  |
|                                            | Gérard Danche                   | Divers         | 49           | 0,18         |             |             |  |
|                                            | Simone Caillot                  | Divers         | 3            | 0,01         |             |             |  |
|                                            | André Dupont, dit Aguigui Mouna | Divers         | 3            | 0,01         |             |             |  |
|                                            |                                 |                |              |              |             |             |  |
| Inscrits                                   | Inscrits                        | Inscrits       | 65 704       | 100,00       | 65 704      | 100,00      |  |
| Abstentions                                | Abstentions                     | Abstentions    | 38 822       | 59,09        | 50 871      | 77,42       |  |
| Votants                                    | Votants                         | Votants        | 26 882       | 40,91        | 14 833      | 22,58       |  |
| Blancs et nuls                             | Blancs et nuls                  | Blancs et nuls | 446          | 1,66         | 2 616       | 17,64       |  |
| Exprimés                                   | Exprimés                        | Exprimés       | 26 436       | 98,34        | 12 217      | 82,36       |  |
| Source : Le Monde du 5 février 1991, p. 12 |                                 |                |              |              |             |             |  |

### Deuxième circonscription du Territoire de Belfort
| Candidat                                                                | Candidat                              | Parti                  | Premier tour | Premier tour | Second tour | Second tour |  |
| Candidat                                                                | Candidat                              | Parti                  | Voix         | %            | Voix        | %           |  |
| ----------------------------------------------------------------------- | ------------------------------------- | ---------------------- | ------------ | ------------ | ----------- | ----------- |  |
|                                                                         | Jean-Pierre Chevènement sortant réélu | PS                     | 8 183        | 38,50        | 11 897      | 52,05       |  |
|                                                                         | Jean Rosselot                         | RPR                    | 5 730        | 26,96        | 10 956      | 47,94       |  |
|                                                                         | Jean-Yves Roubez                      | FN                     | 3 069        | 14,14        |             |             |  |
|                                                                         | Alain Fousseret                       | Les Verts              | 1 285        | 6,04         |             |             |  |
|                                                                         | Roger Heyer                           | Divers écologiste (GÉ) | 982          | 4,62         |             |             |  |
|                                                                         | Joël Niess                            | PCF                    | 938          | 4,41         |             |             |  |
|                                                                         | Eliane Lacaille                       | Extrême gauche (LO)    | 684          | 3,21         |             |             |  |
|                                                                         | Gilbert Guilhem                       | Extrême gauche (LCR)   | 209          | 0,98         |             |             |  |
|                                                                         | Ferdinand Moschenross                 | Divers (Auto.)         | 171          | 0,80         |             |             |  |
|                                                                         |                                       |                        |              |              |             |             |  |
| Inscrits                                                                | Inscrits                              | Inscrits               | 43 575       | 100,00       | 43 569      | 100,00      |  |
| Abstentions                                                             | Abstentions                           | Abstentions            | 20 665       | 47,42        | 18 402      | 42,24       |  |
| Votants                                                                 | Votants                               | Votants                | 22 910       | 52,58        | 25 167      | 57,76       |  |
| Blancs et nuls                                                          | Blancs et nuls                        | Blancs et nuls         | 1 659        | 7,24         | 2 314       | 9,19        |  |
| Exprimés                                                                | Exprimés                              | Exprimés               | 21 251       | 92,76        | 22 853      | 90,81       |  |
| Source : Le Monde du 4 juin 1991, p. 9 ; Le Monde du 11 juin 1991, p. 8 |                                       |                        |              |              |             |             |  |

### Huitième circonscription de la Loire-Atlantique
| Candidat                                                    | Candidat            | Parti             | Premier tour | Premier tour | Second tour | Second tour |  |
| Candidat                                                    | Candidat            | Parti             | Voix         | %            | Voix        | %           |  |
| ----------------------------------------------------------- | ------------------- | ----------------- | ------------ | ------------ | ----------- | ----------- |  |
|                                                             | Claude Évin élu     | PS                | 7 621        | 29,88        | 12 460      | 50,75       |  |
|                                                             | Étienne Garnier     | RPR               | 6 428        | 25,20        | 12 091      | 49,25       |  |
|                                                             | Jean-Louis Le Corre | PCF               | 4 103        | 16,09        |             |             |  |
|                                                             | Joël Gicquiaud      | Les Verts         | 2 394        | 9,39         |             |             |  |
|                                                             | René-Marie Bouin    | FN                | 2 173        | 8,52         |             |             |  |
|                                                             | Jean-Claude Demaure | Divers écologiste | 1 679        | 6,58         |             |             |  |
|                                                             | Marie-France Belin  | LO                | 1 105        | 4,33         |             |             |  |
|                                                             |                     |                   |              |              |             |             |  |
| Inscrits                                                    | Inscrits            | Inscrits          | 71 240       | 100,00       | 71 240      | 100,00      |  |
| Abstentions                                                 | Abstentions         | Abstentions       | 44 443       | 62,38        | 43 323      | 60,81       |  |
| Votants                                                     | Votants             | Votants           | 26 797       | 37,62        | 27 917      | 39,19       |  |
| Blancs et nuls                                              | Blancs et nuls      | Blancs et nuls    | 1 294        | 4,83         | 3 366       | 12,06       |  |
| Exprimés                                                    | Exprimés            | Exprimés          | 25 503       | 95,17        | 24 551      | 87,94       |  |
| Source : Le Monde, 24 septembre 1991, p. 10 (lire en ligne) |                     |                   |              |              |             |             |  |

## Élections partielles en 1992

### Quatrième circonscription du Nord
| Candidat          | Candidat                    | Parti          | Premier tour | Premier tour | Second tour | Second tour |  |
| Candidat          | Candidat                    | Parti          | Voix         | %            | Voix        | %           |  |
| ----------------- | --------------------------- | -------------- | ------------ | ------------ | ----------- | ----------- |  |
|                   | Marc-Philippe Daubresse élu | UDF (CDS)      | 14 042       | 46,81        | 22 690      | 77,87       |  |
|                   | Nicolas Crochet             | FN             | 4 714        | 15,71        | 6 447       | 22,13       |  |
|                   | Claude Reynaert             | PS             | 3 891        | 12,97        |             |             |  |
|                   | Yves Le Meur                | PCF            | 3 050        | 10,17        |             |             |  |
|                   | Jean-Jacques Lefebvre       | Les Verts      | 2 548        | 8,49         |             |             |  |
|                   | Régis Dufour-Lefort         | GÉ             | 1 752        | 5,84         |             |             |  |
|                   |                             |                |              |              |             |             |  |
| Inscrits          | Inscrits                    | Inscrits       | 62 658       | 100,00       | 62 658      | 100,00      |  |
| Abstentions       | Abstentions                 | Abstentions    | 31 181       | 49,76        | 30 791      | 49,14       |  |
| Votants           | Votants                     | Votants        | 31 477       | 50,24        | 31 867      | 50,86       |  |
| Blancs et nuls    | Blancs et nuls              | Blancs et nuls | 1 480        | 4,7          | 2 730       | 8,57        |  |
| Exprimés          | Exprimés                    | Exprimés       | 29 997       | 95,3         | 29 137      | 91,43       |  |
| Source : Le Monde |                             |                |              |              |             |             |  |